# Суперсемейка
«Суперсеме́йка» (англ. The Incredibles) — американский компьютерно-анимационный супергеройский фильм 2004 года, созданный Pixar Animation Studios и выпущенный Walt Disney Pictures. Сценарий и режиссура — Брэд Бёрд, в главных ролях — голоса Крэйга Т. Нельсона, Холли Хантер, Сары Вауэлл, Спенсера Фокса, Джейсона Ли, Сэмюэля Л. Джексона и Элизабет Пенья. Действие фильма разворачивается в ретрофутуристической версии 1960-х годов, в котором рассказывается о Бобе и Хелен Парр, паре супергероев, известных как Мистер Исключительный и Эластика соответственно, которые скрывают свои способности в соответствии с правительственным указом и пытаются вести спокойную жизнь в пригороде с тремя детьми. Однако желание Боба помогать людям втягивает всю семью в противостояние с мстительным фанатом, ставшим врагом.
Бёрд стал первым внешним режиссёром для Pixar. На мультфильм повлияли комиксы и шпионские фильмы 1960-х годов из его детства, а также события из личной жизни режиссёра. Концепция «Суперсемейки» была предложена Бёрдом студии Pixar после кассового провала его первого полнометражного мультфильма «Стальной гигант» (1999) студии Warner Bros.. Большую часть своей команды, работавшей над «Стальным гигантом» Бёрд привлёк для работы над «Суперсемейкой». Команде аниматоров было поручено анимировать персонажей, полностью состоящих из людей (до этого момента Pixar избегала использования людей в своих мультфильмах из-за сложностей в их анимации), что потребовало создания новых технологий для анимации подробной человеческой анатомии, одежды и реалистичной кожи и волос.
Музыку к фильму написал Майкл Джаккино.
Премьерный показ мультфильма состоялся 24 октября 2004 года в театре Эль-Капитан, а в кинотеатрах США киносеансы начались 5 ноября 2004 года. Мультфильм заработал 632 миллиона долларов по всему миру, заняв четвёртое место среди самых кассовых фильмов 2004 года. «Суперсемейка» получила широкое признание критиков, которые хвалили анимацию, сценарий, озвучивание, экшен-сцены, звуковое оформление, юмор и музыку. Мультфильм получил множество наград и номинаций, включая две премии «Оскар» и десять премий «Энни». Это был первый полностью анимационный фильм, получивший престижную премию «Хьюго» за лучшую постановку. В 2018 году было выпущено продолжение «Суперсемейка 2».

## Сюжет
Мистер Исключительный (Боб Парр) — известный супергерой, обладающий огромной физической силой. После ночи, когда он спасает банк от ограбления, самоубийцу — от смерти, а поезд — от крушения и женится на супергероине Эластике, в его жизни начинаются проблемы. Недовольные спасённые заваливают его судебными исками, из-за чего Боб вынужден изменить образ жизни и уйти на покой.
Проходит 15 лет. Мистер Исключительный живёт под прикрытием, работая клерком в страховой компании. Хелен Парр (в прошлом Эластика) родила ему троих детей — дочь Фиалку, обладающую невидимостью и способную контролировать защитным полем, сына Дэша (Шастик), который двигается со сверхзвуковой скоростью, а также сына Джона Джексона (Джек-Джек), который поначалу не проявляет никаких способностей и считается нормальным ребенком.
Боб тоскует по прежней жизни и по ночам прослушивает полицейскую радиоволну с другом Люциусом Бестом (Фреон), способным создавать лёд. Иногда, втайне от жён, они принимаются за старое и спасают кого-нибудь. Офисная работа всё больше надоедает Бобу, и, после ссоры с начальником (он отговорил его от спасения человека, которого ограбил бандит), которого он довёл до реанимации, его увольняют. В этот же день он получает послание от некой Мираж, девушки азиатской внешности с серо-белыми волосами, из которого следует, что на его сверхспособности есть спрос. Неизвестная организация нанимает его на разовую работу по усмирению Омнидроида — боевого робота с самообучающимся искусственным интеллектом, который вышел из под контроля и буйствует на острове Номанисан, где расположен полигон организации. Боб успешно выводит Омнидроида v.8 из строя, хитро заставив его избить себя и вырвать изнутри корпуса собственный источник питания, за что получает солидный гонорар, позволяющий поправить дела и скрывать от всех, что он взялся за старое.
Так продолжается в течение двух месяцев, пока Хелен не обнаруживает свежую заплатку на старом суперкостюме мужа. Она навещает давнюю подругу их семьи — дизайнершу Эдну Мод. Та информирует её о просьбе Боба сшить ему новый суперкостюм, но, вдохновлённая этой просьбой, она разработала костюмы для всех членов семьи супергероев. Тем временем Боба вновь вызывает Мираж, но вскоре выясняется, что на самом деле за организацией, на которую он работал, стоит его бывший фанат. 15 лет назад юный изобретатель Бадди Пайн, мечтавший сам стать супергероем, попросился помогать Исключительному и получил отказ. Это страшно оскорбило Бадди, и с тех пор он затаил сильную злобу на всех супергероев, в особенности на некогда боготворимого кумира. За это время Бадди, взявший себе имя Синдром, успел разбогатеть, тайно изобретая и продавая совершенное оружие по всему миру. Боб попадает в плен к злодею, однако благодаря разработанному Эдной костюму его семье становится известно его местоположение. Хелен арендует самолёт, но дети тайком проникают внутрь, оставив с Джек-Джеком девушку Кари. Синдром уничтожает самолёт с семьёй Боба на его глазах, однако все трое спасаются в последний момент. Добравшись до Номанисана, Хелен оставляет детей в пещере и, сказав им использовать свои способности в случае опасности, отправляется спасать мужа. Проникнув внутрь базы, она находит Боба. Мираж, проникнувшаяся презрением к Синдрому после его поступка, освобождает Боба и сообщает им, что за их детьми погоня, так как они себя выдали.
Фиалка и Шастик попадают под наблюдение охранников. Используя свои силы, они убегают и воссоединяются с родителями, вместе с которыми отбиваются от врагов. Но Синдром ловит их всех и снова запирает там же, где и Боба. Фиалка освобождает всех при помощи щита, они добираются до ангара и на транспорте Синдрома возвращаются в город Метровилль. Синдром отправляет туда управляемого им Омнидроида v.10 и хочет на глазах у всех «победить» его, чтобы его признали супергероем, а затем продать свои изобретения, чтобы каждый мог стать супергероем, что приведёт к тому, что термин «супер» станет бессмысленным. Однако из-за самообучаемого ИИ Омнидроид видит в Синдроме угрозу, и робот превращается в неконтролируемую машину уничтожения. Выстрелом из плазменной пушки робот выбивает пульт управления на запястье Синдрома, затем стреляет по встроенным ракетным сапогам Синдрома, тем самым заставив потерявшего управление злодея влететь в здание и потерять сознание. Боб, Хелен, Фиалка, Шастик и присоединившийся к ним Люциус вступают в бой с роботом; Хелен и детям удалось завладеть пультом управления Синдрома, благодаря чему Боб уничтожает робота тем же способом, что и первого робота. Вернувшись домой, они обнаруживают, что Синдром похитил Джек-Джека и хочет вырастить из него напарника. Внезапно, когда Синдром летит к своему самолёту, Джек-Джек проявляет способности материального полиморфа, то есть он может становиться каким-либо материалом. Превратившись в огонь и металл, а затем и форму монстра, Джек-Джек заставляет Синдрома отпустить его и падает в руки Хелен. Боб кидает свою машину в самолёт Синдрома и того засасывает в турбину (из-за плаща), после чего он взрывается.
Три месяца спустя Шастик участвует в спортивном забеге, как он мечтал, и занимает второе место, к радости и гордости родителей. Неожиданно на город из-под земли нападает шахтёр Подрывашкер, объявивший войну радости и счастью, и семья супергероев вновь готова спасать мир.

## Роли озвучивали
| Актёр               | Роль                                      |
| ------------------- | ----------------------------------------- |
| Крэйг Т. Нельсон    | Роберт (Боб) Парр / мистер Исключительный |
| Холли Хантер        | Хелен Парр / Эластика                     |
| Сара Вауэлл         | Фиалка Парр                               |
| Спенсер Фокс        | Дэшл Роберт Парр / Шастик                 |
| Лу Романо           | мистер Бёрни Кропп                        |
| Джин Синсере        | миссис Хогенсон                           |
| Уоллес Шон          | Гилберт Рявк                              |
| Уэйн Кэнни          | директор школы                            |
| Сэмюэл Л. Джексон   | Люциус Бест / Фреон                       |
| Тедди Ньютон        | диктор новостной хроники                  |
| Джейсон Ли          | Бадди Пайн / Синдром                      |
| Брэд Бёрд           | Эдна Мод                                  |
| Брэт Паркер         | Кари Маккин                               |
| Доминик Луи         | Бомб Вояж                                 |
| Майкл Бёрд          | Тони Райдинджер                           |
| Бад Лакки           | Рик Диккер                                |
| Элизабет Пенья      | Мираж                                     |
| Кимберли Адэр Кларк | Голос жены Фреона (Ягодка)                |
| Джон Ратценбергер   | Шахтёр Подрывашкер                        |

## Кассовые сборы
Согласно данным Box Office Mojo, мультфильм собрал $261 441 092 в Северной Америке и $371 578 642 в остальном мире — в общей сложности $631 607 053. Занимает 4-е место среди самых кассовых релизов 2004 года (5-е в бокс-офисе США), 27-е место в списке самых кассовых мультфильмов (20-е в бокс-офисе США). «Суперсемейка» занимала первое место в бокс-офисе США по итогам 45-го (побив тем самым рекорд фильма «В поисках Немо» ($70,3 млн) по лучшему дебюту анимационного фильма не-сиквела) и 46-го уик-енда, соответственно собрав $70 467 423 и $50 251 359, также мультфильм возглавлял бокс-офис России в 2004 году в последний (52-й) уик-енд со сборами $1 007 434.

## Награды и номинации
- 2004 — Премия Национального совета кинокритиков США за лучший анимационный фильм.
- 2005 — две премии «Оскар» за лучший анимационный полнометражный фильм (Брэд Бёрд) и за лучший звуковой монтаж (Майкл Силверс, Рэнди Том), а также две номинации: за лучший оригинальный сценарий (Брэд Бёрд) и лучший звук (Рэнди Том, Гэри Риццо, Док Кейн).
- 2005 — номинация на премию «Золотой глобус» за лучший фильм — комедию или мюзикл.
- 2005 — детская премия BAFTA за лучший фильм (Джон Уокер, Брэд Бёрд).
- 2005 — 10 премий «Энни»: лучший полнометражный анимационный фильм, лучшая режиссура (Брэд Бёрд), лучший сценарий (Брэд Бёрд), лучшая озвучка (Брэд Бёрд за озвучку Эдны Мод), лучший дизайн персонажа (Тони Фусиле), лучшая анимация персонажа (Ангус Маклейн), лучшие анимационные эффекты (Мартин Нгуен), лучшая музыка (Майкл Джаккино), лучшая работа художника-постановщика (Лу Романо), лучшая раскадровка (Кевин О’Брайен). Кроме того, лента получила 6 номинаций: лучшая озвучка (Сэмюэл Л. Джексон), лучший дизайн персонажа (Тедди Ньютон), лучшая анимация персонажа (Джон Карс, Питер Сон, Курэха Йоку), лучшая раскадровка (Тед Мэтхот).
- 2005 — премия «Сатурн» за лучший анимационный фильм, а также две номинации: лучший сценарий (Брэд Бёрд), лучшая музыка (Майкл Джаккино).
- 2005 — премия Американского института киноискусства за лучший фильм года.
- 2005 — премия «Хьюго» за лучшее драматическое представление — длинная форма (Брэд Бёрд).
- 2005 — премия «Спутник» за лучший анимационный фильм, а также номинация в категории «Лучшая оригинальная музыка» (Майкл Джаккино).
- 2005 — номинация на премию «Империя» за лучший фильм.
- 2005 — номинация на премию Лондонского кружка кинокритиков за лучший сценарий года (Брэд Бёрд).
- 2006 — номинация на премию «Сатурн» за лучшее специальное издание на DVD.
- 2006 — премия «Грэмми» за лучшую инструментальную аранжировку (Гордон Гудвин за «The Incredits»), а также номинация в категории «Лучший саундтрек для фильма или телевизионной передачи» (Майкл Джаккино).
- 2006 — премия Tokyo Anime Award за лучший иностранный анимационный фильм (Брэд Бёрд).

## Компьютерные игры
По мотивам мультфильма было выпущено несколько компьютерных игр: The Incredibles (2004), The Incredibles: When Danger Calls (2004), и The Incredibles: Rise of the Underminer (2005). В игре Kinect Rush: A Disney-Pixar Adventure (2012) представлены персонажи и миры из пяти мультфильмов Pixar, включая «Суперсемейку». Disney Infinity (2013) включает игровой набор «The Incredibles» с игровыми персонажами из фильма. В июне 2018 года была выпущена Lego The Incredibles.

## Продолжение
14 июня 2018 года на экранах появилось продолжение мультфильма — «Суперсемейка 2».